# Emplastrifikation
Die Emplastrifikation ist eine Methode der elektrischen Isoliertechnik, bei der beschädigte Isolierschichten durch Aufbringen einer Isoliermasse ausgebessert werden.
Ziel der Emplastrifikation ist es, die ursprünglichen Isoliereigenschaften des behandelten Objektes wiederherzustellen.
Der Begriff ist von dem lateinischen „Emplastrum“ (Pflaster) abgeleitet.